# Juan Errazquin Tomás
Juan Errazquin Tomás (Leones, 22 de juny de 1906 - Irun, 6 de gener de 1931) fou un futbolista basc de la dècada de 1920. Va ser internacional amb la selecció espanyola.

## Trajectòria
Va néixer a Leones, província de Córdoba, Argentina, per accident. De jove es traslladà a la ciutat d'Irun, on començà a practicar el futbol. La temporada 1921-22 jugava al reserva del Real Unión i disputà algun partit amb el primer equip. Al primer equip jugà entre 1923 i 1930. Guanyà les Copes de 1924 i 1927. Fou sis cops internacional amb la selecció espanyola entre 1925 i 1928, i marcà 6 gols. Va morir molt jove, amb 24 anys, el 1931.

## Palmarès
- Copa espanyola:
  - 1924, 1927